# Heerlijkheid Badenweiler
De heerlijkheid Badenweiler was een tot de Zwabische Kreits behorende heerlijkheid binnen het Heilige Roomse Rijk.  Badenweiler is nu een gemeente in Baden-Württemberg.

heerlijkheid Badenweiler

In 1122 werd de burcht Badin (Baden) bij het oude Romeinse bad vermeld als bezit van de familie Zähringen. Sinds 1130 noemde een geslacht van ministerialen zich naar deze burcht. Later kwam het bezit van de Zähringen aan de Hohenstaufen. 
Na het uitsterven van de Hohenstaufen viel Baden aan de graven van Urach-Freiburg. Ten gevolge van een huwelijk kwam het vervolgens aan Otto van Straßberg uit een Zwitsers geslacht. In 1364 viel hun erfenis aan de graven van Fürstenberg. 
In een volgende fase kwam Baden in bezit van burgers uit de stad Freiburg. In deze tijd ging de naam Badenweiler de naam Baden vervangen. Het gebied stond ook bekend onder de naam de "Zeven Over Voogdijen" (Oberen Vogteien): Badenweiler, Betberg-Seefelden, Birkingen, Buggingen, Hügelheim, laufen en Müllheim.
Het gebied kwam in handen van graaf Egon IV van Freiburg. 
De laatste graaf van Freiburg schonk de heerlijkheid in 1444 aan zijn neven Rudolf en Hugo van Hachberg-Sausenberg, waarna de heerlijkheid verenigd werd met het het landgraafschap Sausenberg en de heerlijkheid Rötteln. Deze drie gebieden vielen na het uitsterven van Baden-Sausenberg in 1503 aan het markgraafschap Baden.
Ten gevolge van de delingen van 1515 en 1535 kwam Hachberg bij het markgraafschap Baden-Durlach.